# Euphoresia ghesquiereana
Euphoresia ghesquiereana är en skalbaggsart som beskrevs av Louis Burgeon 1942. Euphoresia ghesquiereana ingår i släktet Euphoresia och familjen Melolonthidae. Inga underarter finns listade i Catalogue of Life.